# Distretto di Pakkading
Il distretto di Pakkading è uno dei sei distretti (mueang) della provincia di Bolikhamxai, nel Laos. Ha come capoluogo la città di Pakkading.